# 2008–2009-es cigánygyilkosságok
A közbeszédben cigánygyilkosságokként ismert eset egy cigányok elleni támadássorozat volt Magyarországon 2008 júliusa és 2009 augusztusa között, amely a magyarországi kriminalisztika történetének egyik legsúlyosabb bűncselekmény-sorozata volt. 
Az elkövetők, Kiss Árpád, Kiss István és Pető Zsolt, valamint a később csatlakozó Csontos István kimondottan cigányellenes, rasszista indítékkal támadtak, amelyhez egy korábbi rablással jutottak fegyverhez. Összesen 5 megye 9 településén hajtottak végre cigányok ellen irányuló, lőfegyveres és Molotov-koktélos támadást, amelyek során összesen hatan haltak meg. A nyomozás fényt derített arra, hogy a bűnelkövetők közül többen kapcsolatban álltak a debreceni szkinhedközösséggel, indítékuk pedig cigányokhoz kötött bűnesetek miatti megtorlás, illetve a lakosság cigányellenességének szítása volt.
Elfogásuk 2009. augusztus 21-én történt egy debreceni szórakozóhelyen, ahol az elkövetők közül ketten kidobóemberként dolgoztak. Büntetőperük 2011. március 25-én kezdődött, az ítéletet pedig 2013. augusztus 6-án hirdették ki. Az első-, másod-, és harmadrendű vádlott tényleges életfogytiglani szabadságvesztést, míg a negyedrendű vádlott 13 év fegyházbüntetést kapott, melyből feltételesen sem bocsátható szabadlábra, így 2022. augusztus 20-án szabadult.

## Története

### Előzmények
A cigánygyilkosságok elkövetői a kezdetektől fogva a cigány lakosság megfélemlítésének, illetve etnikai konfliktus kiélezésének céljával tervezték meg a bűncselekményeket, szándékaik között pedig emberölés is szerepelt. Több helyszínt is azért választották ki, mert ott korábban nagy sajtóvisszhangot kiváltó, cigányok és nem cigányok közti összetűzéssel járó esetek történtek.
A támadások elkövetéséhez használt fegyvert rablással szerezték 2008. március 7-én. Ezen a napon egy Besenyszögön lakó vadászhoz törtek be, aki korábban megvételre kínálta fel Franchi M610 VSL gyártmányú vadászfegyverét. A rablást a három fő vádlott hajtotta végre, azonban feltételezik, hogy egy máig ismeretlen segítőjük is volt. A bűncselekmény éjjelén a vadász házába behatoltak, ahol a sértett házaspár és két lánya tartózkodott.
A támadók magukat rendőrnek kiadva a házban tartózkodókat ragasztószalaggal megkötözték, őket két fegyvernek látszó tárggyal fenyegették. A vadász fegyverszekrényét felfeszítették, és az ott található fegyvereket (1 db Mauser gyártmányú, 7×64 mm kaliberű golyós vadászpuskát, a rajta lévő Swarovski típusú céltávcsővel, 1 db Fabarm MAX2 Bock típusú, 12/76 mm kaliberű, dupla csövű sörétes vadászpuskát, 1 db Franchi M610 VSL típusú, 12/76 mm kaliberű, félautomata sörétes vadászpuskát, 1 db FÉG Bock sörétes vadászpuskát, 1 db IZS-58 MHE sörétes vadászpuskát, 1 db BRNO M2E típusú, .22 Longrifle (5,6mm) kaliberű golyós puskát, illetve 1 db IZS-58 típusú, 16/70 mm kaliberű, egymás melletti dupla csövű sörétes vadászpuskát), valamint sörétes lőszereket magukhoz vették, és távoztak.
Az elkövetők a későbbi támadásokat egy debreceni, Poroszlay úti albérletből indították, amelyet gyülekezésre és a cselekmények megtervezésére is használtak. Több támadást helyszíni terepbejárás előzött meg. A helyszínre minden esetben Kiss Árpád feleségének húga tulajdonában álló Opel Astra gépjárművel érkeztek, amelyen a rendszámot eleinte letakarták, később egy hasonló típusú autó hirdetésből kinézett rendszámát mutató hamisítvánnyal fedték le. Ezeket a hamis rendszámokat K. Edit, Kiss István barátnője készítette, ennek ellenére őt is csak tanúként hallgatták ki az ügyben.

### Támadások

#### Debrecen
A bűncselekmények előkészítéseként az elkövetők lőgyakorlatot tartottak. 2008. június 2-án, éjfél után Kiss Árpád távcsöves golyós puskával célzott lövéseket adott le a debreceni menekülttábor épületére.

#### Galgagyörk
A cigányok elleni támadássorozat első helyszínéül azért választották a Pest megyei Galgagyörköt, mert ott korábban cigány és nem cigány lakosság közti összetűzések történtek, amelyekről a sajtó is részletesen tudósított. Az elkövetők az Echo TV adásából értesültek egy esetről, amely során cigány nemzetiséghez tartozó személyek saját házuk elhagyására kényszerítettek egy magyar családot. Az ügyben a Magyar Gárda is megnyilvánult, ami hozzájárult annak fokozott nyilvánosságához. Az elkövetők a tévéadások alapján azonosították be a cselekmény környezetét, így különösen a Rákóczi út végét. A periratból kiderül, hogy az elkövetők ugyan nem ismerték az előzményeket, és nem tudták azonosítani az eset elkövetőit sem, mégis támadás mellett döntöttek, amelynek a célja a helyi cigány lakosság megfélemlítése volt.
2008. július 21-én a három elkövető megfélemlítési céllal több lakóépületre célzott lövéseket adott le. Az egyik lakóépület hátsó ablakára hat, egy másikra négy lövést adtak le dupla csövű, Franchi típusú, öntöltő sörétes fegyverrel, egy harmadik lakóházra pedig Mauser-Werke típusú 7×64 mm kaliberű, Swarovski céltávcsővel szerelt golyós vadászpuskával öt alkalommal tüzeltek. A lövésektől betört ablakú helyiségekben többen, köztük kiskorúak is tartózkodtak a támadás idején. A bűncselekmény személyi sérülést nem okozott.
Az akcióval az elkövetők nem érték el a várt hatást, és a magyar és cigány lakosság közötti ellentét kiélezésére irányuló szándékuk nem teljesült, ugyanis a sajtó a környéken lakók beszámolói alapján egy helyi szerelmi, illetve uzsoraügyet sejtett a háttérben.

#### Piricse
Az elmaradt, illetve félresiklott sajtóvisszhang miatt az elkövetők a galgagyörki támadást eredménytelennek tartották. Ez vezetett az újabb támadás tervéhez, amit Kiss Árpád és István szőtt, és amelybe Pető Zsoltot is bevonták. A célpontot ismét az alapján választották, hogy hol mutatott be a sajtó korábban cigányok által elkövetett bűncselekményt. 2008. augusztus 7-én találkoztak hárman a közös albérletükben, ahol megtették a bűncselekmény előkészületeit. Gépkocsival indultak a Szabolcs-Szatmár-Bereg megyei Piricsére. Amikor Encsencsre értek, a járművön hamisított rendszámtáblát helyeztek el. 2008. augusztus 8-án éjjel a piricsei Ady Endre utcában két házra Molotov-koktélt dobtak, az egyik épület ablakán át pedig sörétes puskával lövést is adtak le. Mindkét megtámadott épület lakott volt, lakói pedig éppen aludtak. A támadás miatt felébredt egyik sértett, Gyetyinás Magdolna a házából kilépett, ekkor Kiss István a sörétes puskával rálőtt, a sörétek a sértettet a lábán és könyökén érték. Menekülés közben a támadók további lövéseket adtak le.

#### Nyíradony-Tamásipuszta
2008. szeptember 5-én éjjel Kiss Árpád egyedül hajtott végre fegyveres támadást Nyíradonyban. A Hajdú-Bihari város Tamásipuszta településrészén található Jázmin utcában egy fás-bokros területről két lövést adott le a Mauser golyós fegyverrel, mindkét lövés áthatolt az ablakon. Az épületben a támadás idején két felnőtt, és négy gyerekük, rajtuk kívül a sértett édesanyja és három kiskorú testvére, illetve bátyja tartózkodott, egyikük sem sérült meg. A sértettek a lövések hallatán felébredtek, de elővigyázatosságból lámpakapcsolás nélkül kivárták, hogy a támadó távozzon.

#### Tarnabod
Tarnabodra azért esett a választás, mivel itt korábban néhány cigány brutálisan meggyilkolt egy idős embert. Az első három vádlott 2008. szeptember 27-én ismét összegyűlt a közös albérletükben, hogy újabb bűncselekményt tervezzenek meg, ekkor Molotov-koktélokat készítettek elő. A szokásos fegyverzet (sörétes puska és golyós vadászpuska) illetve a szokásos ruházat (fekete öltözet, símaszk) mellé ezúttal URH rádiót is beszereztek az egymással való kapcsolattartásra.
A támadást 2008. szeptember 29-én, éjfél után, a Heves megyei Tarnabodon hajtották végre egy Tarna utcai lakóház ellen. Pető Zsolt két Molotov-koktélt dobott a házra, az egyik egy falat, a másik egy ablakot ért. Ezt követően lövéseket adott le a nála levő Fabarm dupla csövű sörétes puskával. Eközben a többi elkövető az utca egy másik házára is Molotov-koktélt dobott, és lövéseket adott le, majd mindhárman kényelmes tempóban elindultak a Tarna-patak irányába. Útközben egy harmadik házban felriadó, ablakhoz álló sértettre golyós fegyverrel rálőttek, akit a golyó épphogy csak nem talált el. Az utcában összesen öt épületre lőttek rá, vagy dobtak Molotov-koktélt, azonban személyi sérülés a szerencsének köszönhetően nem történt.
A településen szándékaik ellenére azonban nem cigány lakosok ellen hajtották végre a támadásokat, a lövések valamint a Molotov-koktélok idős magyar asszonyok házát találták el.

#### Nagycsécs
2008. november 3-án két nagycsécsi, Dózsa György úton található házra támadtak. Az egyik épületben egy házaspár és szellemi fogyatékkal élő, siketnéma gyermekük, illetve a családfő testi fogyatékossággal élő testvére, a másikban pedig egy kétgyermekes rokon házaspár tartózkodott kiskorú gyermekeikkel.
Az elkövetők abban állapodtak meg, hogy Kiss Árpád a Mauser puskával a szántóföldön várakozik, hogy onnan fedezhesse társait, amíg ők Molotov-koktéllal az épületben tartózkodókra támadnak. A zajra az épületek lakói felébredtek, és a lángok oltásába kezdtek. A támadók az épületből kilépő két sértettet (a családfő feleségét és testvérét) több helyen meglőtték, akik a sérüléstől azonnal összeestek és meghaltak. Rajtuk kívül a családfőt érte lövés, amitől 8 napon túl gyógyuló sérülést szenvedett.
Csontos István ekkor még nem volt tagja a társaságnak, viszont a nyomozók a helyszínen rögzítették egy negyedik személy lábnyomait, az ő kilétét a mai napig nem sikerült megállapítani.

#### Alsózsolca
Az alsózsolcai Dankó Pista utca egy háza ellen 2008. december 15-én hajtottak végre támadást. Az épület környezetében egy 18 éves férfi illetve 16 éves segítőtársa tartózkodott, akik 14:30-tól tűzifaaprítással foglalkoztak. Kiss Árpád a Sajó túlpartjáról rálőtt a 18 éves férfira a Mauser vadászpuskával, de nem találta el, viszont a golyó lyukat ütött a társa ruháján. Egy ismételt lövéssel azonban csípőtájékon eltalálta az idősebb sértettet, aki életveszélyes állapotban összeesett. Őt az időben érkező orvosi segítség megmentette, bár a sérülés következtében maradandó egészségkárosodást szenvedett.

#### Tatárszentgyörgy

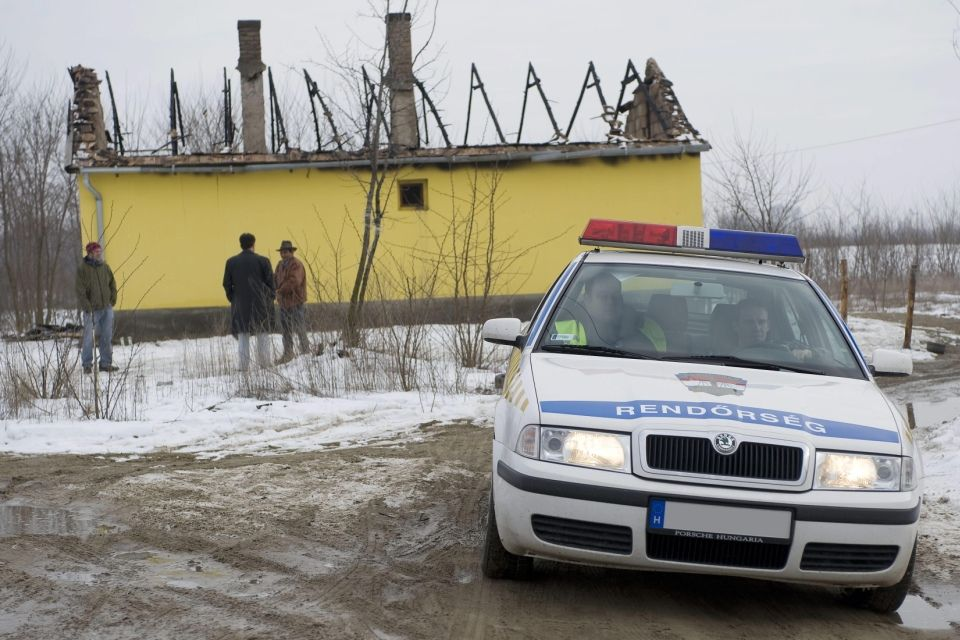
A tatárszentgyörgyi ház a támadást követő napon. A házat azóta elbontották.

A Pest megyei Tatárszentgyörgyön korábban is volt cigány és nem cigány lakosok közti összetűzés, majd 2007-ben a Magyar Gárda egyenruhásai és a Nemzeti Őrsereg tagjai is felvonultak a településen, hogy a cigányok szegregációját követeljék, emellett kiálljanak a cigányoknak tulajdonított bűncselekmények azaz a cigánybűnözés ellen. Ez a felvonulás volt a gárda későbbi betiltásának egyik alapja. Ezen előzménynek volt köszönhető az, hogy a támadók Tatárszentgyörgyöt választották a következő támadás helyszínéül.
2009. február 23-án érkeztek gépkocsival a Fenyves sori épülethez, amelyben a sértett pár és három kiskorú gyermeke tartózkodott. Kiss Árpád a fák takarásában maradt, míg két társa az épületre támadt. Pető Zsolt két Molotov-koktélt dobott a házba illetve a padlástérbe, amelyek azonnal lángra kaptak. A sértett családfő, észlelve a tüzet, két gyermekét felkapta és a teraszajtó felé sietett. Kiss István a Franchi öntöltős sörétes vadászpuskával kétszer rálőtt a teraszra kilépőkre. A lövedékek az apát illetve egyik gyermekét érték, akik elestek. A sértett ötéves lánya ugyan súlyosan megsérült, de visszamenekült a házba, így megmenekült. A földön fekvőkre leadott további lövések következtében a családfő és kisfia a helyszínen életét vesztette.

#### Tiszalök
A három elkövetőhöz ezen akció során csatlakozott először sofőrként Csontos István, aki tudott a korábbi támadásokról, és maga is cigányellenes meggyőződése miatt kívánt a továbbiakban részt venni. A tiszalöki támadásban Pető Zsolt nem vett részt. Amíg Kiss Árpád és Kiss István a bűncselekményt végrehajtották, addig Csontos István Polgáron várakozott, majd a testvérek hívását követően visszament a helyszínre.
Tiszalökre egy 2008-as Magyar Gárda-felvonulás és a cigányok ellendemonstrációja miatt figyeltek fel, a támadást pedig 2009. április 22-én, kb. 22 órakor hajtották végre. A kiszemelt, Nefelejcs utcai épület kertjében Kiss Árpád elrejtőzött a fűben, majd a nála levő vadászpuskával tüzet nyitott, amikor a ház tulajdonosa a házból az udvarra lépett. A sértettet kb. 29 méter távolságból, céltávcsővel vette célba, akit a lövés a mellkasán ért, és a helyszínen meghalt.
A gyilkosság előtt a rendőrség arról biztosította a közvéleményt, hogy maximum tíz perc alatt hermetikusan le tudnak zárni egy-egy megyét. A valóság ezzel szemben az, hogy másfél órával a gyilkosságot követően, 23 óra 29 perckor a Kiss testvérek egyike felhívta a Polgáron várakozó Csontost, akit ekkor épp igazoltattak. Csontos felvette a telefont, és csak annyit mondott, hogy igazoltatják, majd megszakította a hívást. Az autóban a rendőr üres gitártokot, a katonai távcsövet, térképeket valamint katonai rádiót talált. Ennek ellenére ezek a dolgok, másfél órával a gyilkosság után, három településsel odébb nem keltettek gyanút, ezért a rendőr elengedte Csontost, további intézkedést nem kezdeményezett. Tíz perccel később Csontos visszahívta a Kiss testvéreket, majd fölvette őket. Csontos István a Kiss testvérekre fegyverrel a kezükben, a közelben található vasúti töltésnek nekifeküdve talált rá. Visszafele menet egy földúton beragadtak a sárba, ezért Kiss Árpád saját telefonjáról felhívta élettársát, Ny. Évát, hogy segítsen nekik hazajutni (később ez a hívás vezette a hatóságokat az elkövetők nyomára). Ny. Éva hajnalban odament a saját kocsijával, fekete ruhába öltözött férfiakat a fegyverekkel együtt hazavitte Debrecenbe, majd másnap visszamentek, és egy mezőgazdasági műhelyben kértek meg valakit arra, hogy traktorral vontassa ki az autójukat. Mindez a bűncselekmény helyszínétől negyven kilométerre történt.

#### Kisléta
A bűnelkövetők 2009. augusztus 3-án hajtották végre utolsó támadásukat a kislétai Bocskai utcában. Az épületben a gyermekét egyedül nevelő özvegy Balogh Mária sértett és Pótor Tímea nevű gyermeke tartózkodott. Kiss Árpád, Kiss István és Pető Zsolt sötétedés után terepruhát öltött, majd a szántóföldek felől megközelítette a választott épületet, miközben Csontos István Debrecen felé távozott a gépkocsival.
Ezt követően ketten berúgták az épület ajtaját és behatoltak, ahol Pető Zsolt rálőtt az ajtókeretre a Fabarm duplacsövű sörétes puskával. A támadók ezután beléptek a hálószobába, és az ott ágyon fekvő két sértettre több lövést adtak le. Az édesanya a helyszínen azonnal meghalt. Lánya azonban mögötte fekve félig takarásban volt a lövésektől, így bár több találat is érte, és maradandó egészségkárosodást szenvedett, de a támadást túlélte.
Már a kislétai támadás után fokozott rendőri ellenőrzés volt a környék útjain, ezért a kocsival távozó vádlottak egyike egy pisztolyt szorongatott a kezében, hogy szükség esetén a rendőrök ellen is használja azt.
Kislétán, annak érdekében, hogy szándékukat a közvélemény egyértelműen megismerhesse, végezni akartak a település polgármesterével is, aki ellen abban az időben eljárás folyt, továbbá az elkövetők sérelmezték azt is, hogy munkát adott a cigányoknak, valamint, hogy baloldali nézeteket vallott.
Az NNI egyik munkatársa szerint az egyik elkövető nagy valószínűséggel részt vett a gyilkosság során elhunyt Balogh Mária temetésén. Mint mondta, egy tévétudósításban az egyik férfi jobb felkarján éppen olyan tetoválást ismert föl, mint amilyen a temetésen látott gyanús férfin volt (az elkövetők közül egyedül Kiss Árpádnak van nagy méretű tetoválás az említett helyen).

#### Későbbi tervek
Az elkövetők elfogásuk előtt újabb fegyverek beszerzését tervezték, ezért az interneten újra vadászfegyver-hirdetéseket böngésztek, és az eladók lakóhelyének feltérképezésébe is belekezdtek. Azt is fontolóra vették, hogy nagy tűzerejű automata fegyvereket szereznek, ezért a hajdúhadházi katonai laktanyába akartak betörni. Csontos István fotókat is készített a laktanyáról, de tervüket végül elvetették.
Kisléta után a Nógrád megyei Ipolytarnócot vették volna célba, de ezt a 2009. augusztus 21-ei elfogásuk miatt már nem tudták kivitelezni. A támadást két nappal későbbre, 2009. augusztus 23-ára időzítették volna. Ezt bizonyítja, hogy az elfogás során az elkövetők lakásán lefoglalt dokumentumok között voltak az alig félezer lakosú Nógrád megyei településről készült műholdas és egyéb felvételek, megjelölve a cigányok által lakott településrész kiszemelt háza, a lap szélén a támadás tervezett dátumát is feltüntették. A lefoglalt adatokból az is kiderül, hogy Erdőkertesen, Kisvárdán és Turán is terveztek támadásokat.

### A támadások általános jellemzői
Az első támadások elsősorban a cigányok lakta épületek ellen irányultak, a céljuk pedig félelem- és zavarkeltés volt. Ehhez képest fordulópontot jelentett a 2008. novemberi, nagycsécsi eset, ahol az első gyilkosságot elkövették. A sajtóvisszhang megerősítést adott az elkövetőknek, így ezt követően kimondott céljukká vált a cigányok elleni támadás és a gyilkosság. Emellett a későbbi támadásokban jellemzően már rendezettebb életvitelű cigányok ellen fordultak, amivel a cigányok egymás közti, illetve cigányok és nem cigányok közti ellentétek fellángolását is el kívánták érni. Csontos Istvánt a fokozódó utcai rendőri jelenlét miatt avatták be, hogy sofőrként legyen a segítségükre.
A támadásoknak 5 magyarországi megye 10 településén összesen 55 lakos vált célpontjává, akik közül öten megsérültek és hatan életüket vesztették.

### Nyomozás
A nyomozás során a rendőrség másfél millió autót és több millió telefonhívást ellenőrzött, emellett 800 órányi térfigyelőkamera-felvételt néztek át, illetve ezeket az autópálya-használati adatokkal is összevetették. A nyomozás a bűncselekmények kezdetétől számítva nagyjából egy évig tartott. A rendőrség az ötödik, 2008. decemberi, alsózsolcai támadás után jutott arra a megállapításra, hogy sorozatos bűncselekményről van szó, ekkor körvonalazódott számukra, hogy az elkövetés módja, a célpontok és az eszközök összekötötték ezeket az eseteket.
A 2008. szeptember 29-ei tarnabodi támadás elkövetésével korábban három helyi, fiatal cigány lakost vádoltak, akiket csak 2009 augusztusában, a gyilkosságok tényleges elkövetőinek elfogásakor engedtek szabadon. A három fiúra egy haragosuk hamis tanúvallomása, és lőpornyomok miatt terelődött a gyanú. Ügyvédjük szerint a lőpornyomok azonban a kommandósokról kerültek rájuk, amikor elfogták őket, fegyverük pedig sohasem volt. A három fiú a szabadon engedés után jogalap nélküli fogva tartás miatt kártérítésben részesült.
Az elfogásban nagy szerepe volt annak, hogy a bűnesetek idején és helyén indított mobiltelefon-hívásokból következtetni tudtak az elkövetőkre, a bizonyítás fontos eleme pedig a gyanúsítottaktól vett DNS-minták és helyszínen gyűjtött minták egyezése volt. Az elfogás előtt a magyar rendőrség az amerikai szövetségi nyomozók (FBI) segítségét kérte az elkövetői profilok elkészítésében.

### A nyomozás visszásságai
A nyomozás menetét, azon belül is elsősorban a tatárszentgyörgyi támadás utáni helyszíni intézkedést, illetve a fegyverek tárolásának helyszínén végzett házkutatást több szempontból bírálat érte. Jogvédő szervezetek szerint az elsőfokú eljárás azért tartott 28 hónapig, mert a helyszínelések hiányosságait a büntetőtárgyalások során kellett tisztázni.
A tatárszentgyörgyi helyszínelés körülményeiről 2009. május 7-én a Nemzeti és Etnikai Kisebbségi Jogvédő Iroda (NEKI), a Társaság a Szabadságjogokért (TASZ) és az Európai Roma Jogok Központja (ERRC) jogvédő szervezetek helyszíni tényfeltáró munkájuk során gyűjtött adataikra alapozott jelentést, „Fehér füzetet” adtak ki. A jelentés szerint a tragédiát követően először a Dabasi Televízió munkatársai, majd a rendőrség és a tűzoltók érkeztek a helyszínre, a késve megjelenő mentőben pedig nem volt mentőorvos. A tűzoltóság a helyszínen talált benzineskanna ellenére a tűz kiváltó okaként elektromos zárlatot állapított meg, a rendőrség pedig kezdetben nem vette figyelembe a lövések hangjára vonatkozó tanúvallomásokat. Az egyik kiérkező helyszínelő emellett levizelte az egyik lábnyomot, amely az elkövetőké is lehetett, emellett azt állította, hogy a töltényhüvelyeket maguk a sértettek szórták el.
A Független Rendészeti Panasztestület megállapította, hogy a helyszínelés során a rendőrség súlyosan megsértette az alkotmányos alapjogokat. Véleményük szerint a rendőrség az intézkedési, illetve a tűz keletkezése miatti veszélyhelyzet elhárításában való közreműködési kötelezettségének alapvetően eleget tett, de a helyszín biztosítására vonatkozó jogszabályi előírások csak részben érvényesültek. A rendőrség az esetet több mint 10 órán keresztül balesetként, egyszerű tűzesetként kezelte, emellett a készenléti csoport és a szemlebizottság levonulása után a büntetőeljárás szabályai szerinti szemle reggeli megkezdéséig rendőri erő egyáltalán nem maradt a helyszínen. A vizsgálat szerint a mulasztások oka a szakszerűtlen rendőri magatartás, illetve bizonyos kriminalisztikai, ballisztikai ismeretek hiánya volt. A büntetőper során a bíró a helyszínelést „döbbenetesnek és kétségbeejtőnek” nevezte például azért, mert a mentőápoló nem vette észre, hogy az egyik áldozatot fejbe lőtték.
A tatárszentgyörgyi tragédia után a miniszterelnök jelentést kért a rendőrséget, a tűzoltóságot és a mentőket felügyelő tárcáktól, ezek a jelentések később megállapították, hogy a helyszínelés közben eljárási és szakmai hibák történtek. A Pest megyei főkapitány fegyelmi eljárást kezdeményezett a forrónyomos parancsnok és a helyszíni szemle vezetője ellen.
A WikiLeaks által 2011-ben nyilvánosságra hozott amerikai követségi táviratokhoz fűzött megjegyzésekből körvonalazható a nagykövetségi dolgozók véleménye a magyar hatósági munkáról: bírálták például, hogy a magyar rendőrségnél nem kellőképpen felkészült nyomozókra bízták az ügyet, ami hátráltatta a nyomozást, emellett kiemelték, hogy a rasszista támadássorozathoz a többségi társadalom közönyösen viszonyul.
Néhány nappal a banda tagjainak elfogása után, 2009 augusztusának utolsó napjaiban felbukkant az interneten egy titkosszolgálati forrásokra hivatkozó dokumentum, amely részletesen taglalja a titkosszolgálatok elkövette mulasztásokat. A dokumentumokból kiderült, hogy a gyilkosságsorozat előtt figyelték mindhárom későbbi elkövetőt, ám a támadássorozat megkezdése előtt leállították lehallgatásukat és megfigyelésüket. Kiss István másodrendű vádlottat ugyanis 2004-től nemcsak szoros ellenőrzés alatt tartotta az NBH Hajdú-Bihar megyei kirendeltsége, de 2008 elején arra is felfigyeltek, hogy fegyver és nagy mennyiségű lőszer beszerzésére készül. A megyei kirendeltség éppen ezért kezdeményezte a szoros ellenőrzés meghosszabbítását és a titkos adatgyűjtés kiterjesztését az újonnan szerzett ismerősökre is, erről tájékoztatták Laborc Sándor akkori főigazgatót is,azonban az NBH illetékes szakosztályai elutasították a kérelmet. Az Országgyűlés nemzetbiztonsági bizottsága megállapította, hogy a Nemzetbiztonsági Hivatal egységei között elégtelen volt a kommunikáció, és a szolgálat nem vette komolyan a megfigyelés alatt álló szélsőségesek fegyverbeszerzési törekvéseit. A jogi osztály 2008 tavaszán a hajdú-bihari műveleti tiszt kérése ellenére sem rendelte el Kiss Árpád és Pető Zsolt megfigyelését, Kiss István megfigyelését pedig nem szigorították, sőt később felfüggesztették. Szilvásy György és az őt váltó Ficsor Ádám nemzetbiztonsági szolgálatokat irányító szocialista miniszterek felelősségét is megállapította a bizottság, mint ahogy Laborc Sándor volt NBH-főigazgatóét is. Balajti László, a vizsgálat ideje alatt hivatalban lévő megbízott főigazgató lefokozásokról, visszaminősítésekről és nyugdíjazásokról adott ki parancsot az ügy kapcsán. A bizottsági jelentést megküldték Kovács Tamás legfőbb ügyésznek is, ám ő nem kezdeményezett büntetőeljárásokat. Később azonban 4 egykori NBH-s tiszt ellen is vádat emeltek közokirat-hamisítás miatt, sőt Csontos tartótisztjét még külön eljárás alá is vonták hamis tanúzás miatt, mert az alapügy tárgyalásán letagadta azt, hogy köze lett volna Csontos Istvánhoz, de az ügyek mindkét esetben felmentéssel zárultak, az NBH tisztekkel kapcsolatos ügyet 30 évre titkosították.
Az elkövetők korábbi titkosszolgálati megfigyelésével kapcsolatban Hende Csaba honvédelmi miniszter vizsgálatot is kezdeményezett a KBH-nak a cigánygyilkosságok idején végzett tevékenysége miatt; ennek eredményét eredetileg 2020-ig titkosították, majd 2013. szeptember 4-én aztán nyilvánossá minősítették a jelentést.

### Elfogás
Az elkövetőkkel kapcsolatban az áttörést a tiszalöki eset jelentette, ugyanis a gyilkosság után az elkövetők autója a sárban elakadt, ezért Kiss Árpád privát használatú telefonjáról felhívta egykori élettársát, a hamis tanúzás miatt később 2 év letöltendő börtönre ítélt F.-né Ny. Évát, hogy segítsen nekik, és vigye őket haza. Ez a hívás vezetett később az elkövetők nyomára, ugyanis a több mint ötmillió telefonhívás ellenőrzésekor kiderült, hogy ezt a telefont használták a galgagyörki és a kislétai támadásnál is. A kislétai gyilkosság után egy héttel később kerültek az elkövetők a rendőrség látótérbe, ezt követően operatív módszerekkel megfigyelés alatt tartották őket. A titkosszolgálati módszerekkel is begyűjtött adatatok azt támasztották alá, hogy vasárnapról hétfőre virradóra (2009. augusztus 23.-Ipolytarnóc), amikor is a legtöbb támadást elkövették, újabb gyilkosságot akarnak véghezvinni, ezért az elfogást nem lehetett tovább halogatni.
A Nemzeti Nyomozó Iroda és a Terrorelhárító Szolgálat a három elkövetőt 2009. augusztus 21-én hajnalban fogta el a debreceni Perényi 1. klub szórakozóhelyen, ahol közülük ketten kidobóként dolgoztak. Az akcióban 85 kommandós, száz nyomozó vett részt, és az elfogással párhuzamosan 13 helyszínen tartottak házkutatást. Rajtuk kívül további két gyanúsítottat is őrizetbe vettek. A gyanúsítottak lakásán és további tucatnyi helyszínen tartott házkutatás során 1916 bűnjelet foglaltak le: megtalálták egyes helyszínek térképvázlatait, az elkövetéshez használt gépkocsit és az addigra már leszerelt téli gumikat, az elkövetéskor használt bakancsokat, fényképezőgépeket. A gyilkosságokhoz használt fegyvereket a rendőrök a Perényi 1. klubban egy fal mögé rejtve találták meg. A rendőrség közlése szerint az akciót azért ekkorra időzítették, mert a társaság ez időben egy helyen tartózkodott, továbbá így lehetett elkerülni a legjobban a civil sérülés kockázatát. Emellett tűzszerészek segítségével végzett rendőrségi házkutatás során megtalálták és lefoglalták a bűncselekményekben használt, illetve a többi, Besenyszögön eltulajdonított, engedély nélkül tartott fegyvert az elkövetők rejtekhelyként használt debreceni albérletében illetve a szórakozóhelyen, ahol dolgoztak.
Hat lefoglalt golyós vadászpuska, továbbá a lefoglalt pisztoly és a jelzőpisztoly a 2004. évi XXIV. törvény értelmében lőfegyvereknek, a lefoglalt töltények és jelzőtöltények ugyanezen törvény értelmében lőszereknek minősülnek. Ugyanakkor a lefoglalt töltények és a golyószóró tartozékát képező csigatár a haditechnikai termékek gyártásának és a haditechnikai szolgáltatások nyújtásának engedélyezéséről szóló 2005. évi CIX. törvény értelmében haditechnikai terméknek minősülnek, és megszerzésük, tartásuk engedélyhez kötött.
Mivel az elkövetők nem rendelkeztek hatósági engedéllyel a lefoglalt lőfegyverek és lőszerek megszerzésére, és azok tartására, ezért a támadások mellett a lőfegyverrel és lőszerrel való visszaélés is a vádpontok közé került.

### Büntetőper
A négy férfit előre kitervelten, aljas indokból, több emberen, részben sok ember életét veszélyeztetve, részben 14. életévét be nem töltött személy ellen elkövetett emberölés bűntettével, valamint fegyveresen és csoportosan elkövetett rablással, továbbá lőfegyverrel és lőszerrel való visszaéléssel vádolták meg. Emellett külön megemlítették, hogy tettüket rasszista indítékból követték el.
Az elsőfokú büntetőper 2011. március 25-én kezdődött, az ítéletet pedig 2013. augusztus 6-án hirdették ki. Az ügyet rendhagyó módon nem 1 hivatásos bíróból és két ülnökből, hanem két hivatásos bíróból és három ülnökből álló tanács tárgyalta. Az első-, a másod-, a harmad- és a negyedrendű vádlottat a Budapest Környéki Törvényszék bűnösnek találta. Kiss Árpád, Kiss István és Pető Zsolt tényleges életfogytiglani szabadságvesztést és 10 év közügyektől való eltiltást, míg Csontos István 13 év fegyházbüntetést és 10 év közügyektől való eltiltást kapott. Az indoklásban szerepelt, hogy aljas szándékból, rasszista indítékkal egy etnikum ellen hozták létre a bűnszervezetet. A négy vádlottnak a 107 millió forintos bűnügyi költséget is meg kellett térítenie.
Az utolsó tárgyalás 2016. január 12-én a Kúrián zajlott, amely hatályában fenntartotta a korábbi büntetési tételeket.

### Nyitott kérdések
Bár a fegyverrablás módját apró részletekig sikerült tisztázni, nem derült fény az összes lőszer eredetére. Már a vádirat alapján is kiderült, hogy volt több olyan fegyverbeszerzés, fegyverhez vagy éles lőszerhez jutás, aminek a közvetítői, közreműködői nincsenek meg. Ráadásul az elkövetők köre nem elszigetelten működött az egyéb szélsőséges debreceni és más illetőségű csoportoktól, személyektől, bár Kiss Árpád fokozatosan illegalitásba vonult, vagyis egyszer csak elkezdte kerülni azokat a szélsőséges csoportokat, amelyekkel korábban rendszeresen mutatkozott, továbbá a telefonját sem úgy használta, mint korábban. Emellett a vádirat szerint a rablásban egy máig ismeretlen tettestársuk is lehetett, ezen kívül Csontos István előtt feltehetőleg többen is segíthették őket (akár közvetlenül vagy közvetve a támadások ideje alatt), az ő kilétüket sem sikerült a mai napig megállapítani.

A Perényi 1-ben történt rajtaütés során a négy későbbi vádlott mellett két másik személyt is előállított a rendőrség, akinek a neve már az elfogás előtt is képbe került. R. Antal és E. László a rendőrségi jelentés szerint
„a bűncselekmény elkövetésével gyanúsítható, köze van azok elkövetéséhez, tudomással bír a végrehajtásban és szervezésében részt vevő személyekről, a cselekmények előzményeiről, az elkövetés eszközeinek hollétéről.”
 A két személynél, miután a többiekkel együtt elfogták, házkutatást tartottak, ám végül mégsem gyanúsították meg őket a bűncselekményekkel. Annak ellenére, hogy a szélsőséges nézeteket valló negyedrendű vádlott Csontos Istvánnal korábban egy helyen katonai szolgálatot ellátó R. Antalról a jelentés például úgy fogalmazott, hogy a férfi tökéletesen beleillik a tiszalöki elkövetés profiljába, és alappal feltételezhető, hogy részt vett az elkövetésben, illetve arról tudomással bírt.
A vádlottak elfogása után kiszivárgott egy nem hivatalos dokumentum, ami szerint Kiss Istvánt a Nemzetbiztonsági Hivatal (NBH) 2008 májusáig megfigyelte. Nem ismert, hogyan történhetett az NBH megfigyelése mellett, hogy az ezen időszakban történt besenyszögi fegyverrablásról a nyomozók csak az elfogásuk után értesültek. A tárgyalás során nem hallgattak ki NBH-s vagy KBH-s tagokat tanúként, és a vádirat sem említi ezen szervezetek kapcsolatát az elkövetőkkel.
Nem ismert továbbá, hogy a nem túl jó anyagi körülmények között élő elkövetők hogyan juthattak hozzá a támadásokhoz szükséges eszközökhöz és lőszerekhez, voltak-e esetleg támogatóik, segítőik, felbujtóik. Kiss Árpád és testvére, István, valamint Csontos István a periratok szerint havonta 100-120 ezer forint körüli jövedelemmel rendelkezett, Pető Zsolt pedig két munkahelyről havi 200 ezer forintot kapott. Így joggal merül fel, hogy bár az elhasznált lőszereket és a Molotov-koktélhoz használatos alapanyagokat gond nélkül tudták finanszírozni, ám kétséges a támadássorozattal összefüggő egyéb költségek fedezete. Saját telefonjaikat sose használták, mindig eldobható plusztelefonokat, SIM-kártyákat és walkie-talkie-t használtak. A vádirat szerint a fegyverekhez szükséges lőszereket Pető Zsolt „fel nem deríthető kapcsolatai révén” szerezték be. A támadásokat helyszínenként többszöri terepszemle előzte meg, az utazás (autópálya-matrica, üzemanyagköltség), valamint a kivitelezés már komolyabb összegeket emészthetett fel.
Később a támadások folytatásáról döntve kevesellték a vadásztól elrabolt puskákat, ezért automata fegyvereket akartak szerezni egy katonai objektum őreinek megtámadásával.

## Az események kiváltó okai

### Az elkövetők háttere

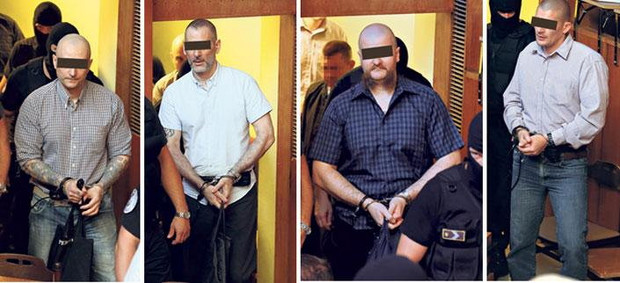
Az elkövetők az elsőfokú tárgyaláson. Balról: Kiss István Zoltán, Kiss Árpád Sándor, Pető Zsolt István, Csontos István Csaba

Az első támadás idején Kiss Árpád 42, Kiss István 33, Pető Zsolt pedig 34 éves volt. A 27 éves Csontos István csak a tiszalöki támadástól kezdve vett részt az akciókban. Kiss Árpád és Kiss István testvérek, Pető Zsolt és Csontos István pedig az ő ismerőseik.
Noha a többi elkövetővel ellentétben Kiss Árpád nem ápolt közeli kapcsolatot a debreceni neonáci körökkel, a rasszista támadások ötlete mégis tőle származott. Ő érettségi után rockzenekarokban vállalt szerepet, dobolt például a Replika zenekarban, akik az elfogásakor határozottan elhatárolódtak tőle és az akkor megismert szerepétől a cigánygyilkosságokban. Később több évig Izraelben dolgozott, majd visszatelepült Magyarországra. Radikalizmusát jelzi, hogy ő beszélte rá a társaságot a támadások elindítására, emellett ő egyedül is követett el támadást.

Öccse, Kiss István korábban szakácsként dolgozott. A vádirat szerint Kiss Istvánban 
„fokozatosan olyan benyomás alakult ki, hogy roma nemzetiségű személyek bandákba tömörülve következmények nélkül félelemben tarthatják környezetüket”.
Még nem volt 14 éves, amikor cigány fiatalok megverték, és elvették a magnóját. A debreceni szkinhedközösséghez tartozott, ez a szubkultúra más helyi tagjaival szoros kapcsolatot ápolt. A 90-es évek közepétől-végétől a debreceni focicsapat szurkolói kemény magjának számító bőrfejűek törzshelyére, a Loki Klub sörözőbe járt, itt ismerte meg a későbbi harmadrendű vádlottat, Pető Zsoltot. Szimpatizált az idegengyűlölő, kirekesztő eszmékkel. A szélsőséges közösséghez tartozását ruházatával és tetoválásaival is jelezte. Volt korábban rendőrségi ügye, tóraégetéssel vádolták, azonban ezt a vádat bizonyítékok hiányában 1995-ben ejtették, az soha nem tisztázódott, hogy volt-e köze az esethez. 1999-ben összetűzésbe került egy félig cigány származású kidobóemberrel, az eset során szúrt sebet szerzett, ami miatt a lépét el kellett távolítani. A 2000-es évek elején Kiss István egy Véres Kard nevű nemzeti érzelmű csoportosuláshoz csatlakozott. A Nemzetbiztonsági Hivatal a tóraégetéses ügyet követően egészen 2008 májusáig megfigyelte őt.
Pető Zsolt cukrászként és kutyatenyésztőként dolgozott, tarkóján egy 88-as számot ábrázoló neonáci tetoválást hordott. A 88-as szám az angol ABC 8. betűjére utal (HH), ami a Heil Hitlert szimbolizálja. Korábban garázdaság miatt állt már bíróság előtt. A Perényi 1 szórakozóhely előtt fegyveres biztonsági őrként dolgozott, ebből kifolyólag maroklőfegyverre rendelkezik fegyvervizsgával. Kiss Istvánnal együtt szintén tagja volt az Adolf Hitlert és Szálasi Ferencet éltető, hungarista Véres Kard szkinhedszervezetnek. Hobbija a (harci) kutyatenyésztés volt, kedvelte a fegyvereket, a Kiss Istvánnal együtt járt kornditerembe.
A hozzájuk később csatlakozó Csontos István hidegburkoló volt, és korábban a KFOR misszió keretében katonaként szolgált Koszovóban. Katonai pályafutása idején megszakította a kapcsolatait neonáci szemléletű társaságával.
A vizsgálat rámutatott, hogy egyik vádlott sem szenved elmebetegségben vagy olyan leépülésben, személyiségzavarban, ami megakadályozta volna, hogy felmérje tette súlyát és következményeit.

### Indítékaik
A neonáci és hungarista szemléletű elkövetők fő motivációja a médiában megjelent, cigányoknak tulajdonított bűncselekmények megtorlása, a cigányság félelmének felkeltése illetve a cigány és nem cigány lakosság közti etnikai konfliktusok kiélezése volt. Véleményük szerint az állami szervek az efféle bűncselekményekben túlságosan elnézőek voltak.
Kimondottan nagy hatással volt a Kiss testvérekre a 2006-os olaszliszkai lincselési eset. Az autójával egy cigány kislányt majdnem elsodró Szögi Lajos tanárt csoportosan meglincselték a lány hozzátartozói, amely eset közfelháborodást váltott ki az egész magyar társadalomban. Szimpatizáltak a Magyar Gárdával, eleinte úgy gondolták, hogy ez a paramilitáris szervezet alkalmas arra, hogy megrendszabályozzák a cigányokat. Ebből kifolyólag részt vettek az első pesti, 2007-es gárdaavatáson is. A Magyar Gárda azonban nem bizonyult a szemükben kellőképpen erős kezűnek, ezért határozták el, hogy az eseményeket az önbíráskodás eszközével kezelik.
Mindhárom vádlott egyetértett abban, hogy az államhatalom, az igazságszolgáltatás és a rendőrség nem látja el megfelelően a dolgát a cigányok által elkövetett bűncselekmények felderítésénél és megbüntetésénél. A bírósági ítéletek nem elég szigorúak. Ezért határoztak úgy, hogy saját kezükbe veszik a rendcsinálást oly módon, hogy fegyveres támadásokat hajtanak végre cigány nemzetiségű családok lakta házak ellen.

## Az eset emlékezete
2009 novemberében az Országos Cigány Önkormányzat emléktáblát helyezett el a szervezet Dohány utcai székházában. Az emléktáblát később eltávolították.
2011. július 19-én, Nagygyörgy Zoltán és Horváth Ádám Márk tervei alapján, a Csepel és az ARC támogatásával Guruló emlékművet avattak a budapesti Gödör Klubban a cigánygyilkosságok áldozatának emlékére, illetve a békés közös együttélés fontosságának hangsúlyozására. Az emlékművet a kapolcsi Művészetek Völgyében, a nyíregyházi Vidor Fesztiválon illetve a Sziget Fesztiválon is felállították, később pedig a budapesti Millenárisra került.
A gyilkosságok ihlették Fliegauf Benedek Csak a szél című 2012-ben készült filmjét, amely nem követi pontosan az eseményeket, hanem a gyilkossághoz vezető utat mutatja be.

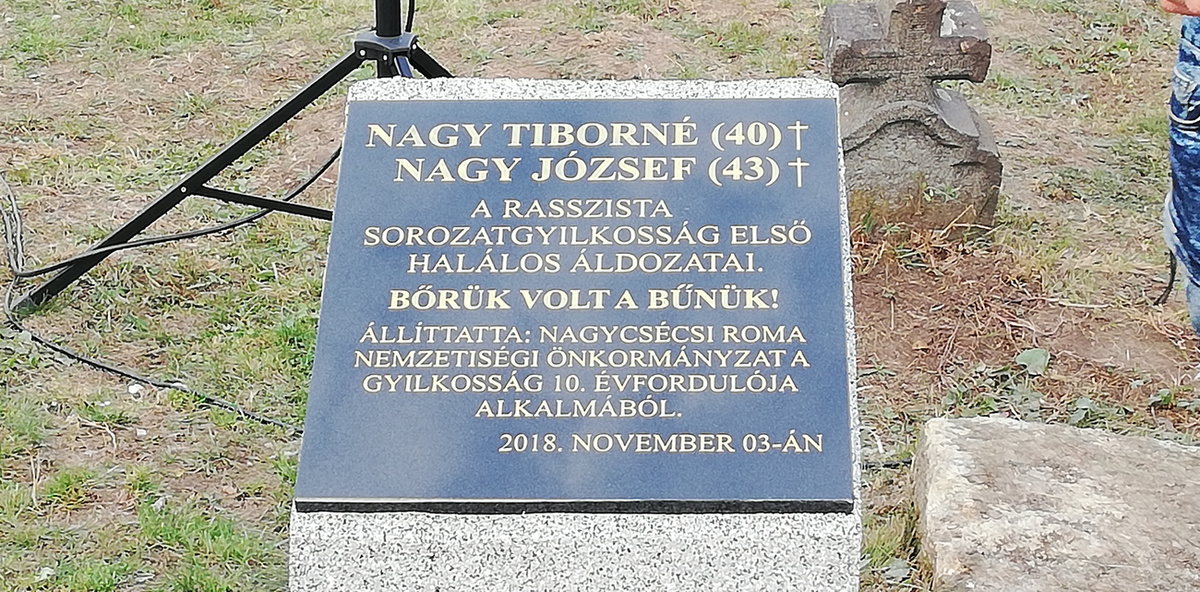
A nagycsécsi áldozatok emlékére felállított emléktábla, rajta a támadássorozat elhíresült mottója: "Bőrük volt a bűnük!"

Hajdú Eszter Ítélet Magyarországon címmel dokumentumfilmet forgatott a büntetőperről; a film 2014-ben a zsűri nagydíját nyerte el londoni Open City Docs filmfesztiválon.
10 évvel az első emberéletet követelő támadás után, 2018. november 3-án a helyi cigány nemzetiségi önkormányzat emléktáblát avatott fel Nagy József és Nagy Tiborné emlékére Nagycsécsen.
2019. február 23-án, a tatárszentgyörgyi gyilkosság után 10 évvel civil megemlékezést tartottak Budapesten. A résztvevők a II. János Pál pápa téren gyülekeztek, majd beszédek után együtt átvonultak a Deák Ferenc téri evangélikus templomhoz, ahol istentiszteletet mutattak be az áldozatok emlékére.
2019. március 28-án Karácsony Gergely, Zugló polgármestere kezdeményezte a Mexikói út 32180/7 helyrajzi szám alatt található szakasz Thököly út felé eső végének Csorba Robika térre történő elnevezését. Mivel a család szerette volna ezt a kérdést tágabb körben is megbeszélni, kérésükre ezt az indítványt az április 29-ei testületi ülésen előterjesztőként visszavonta.
A 2019-es önkormányzati választást megelőző, baloldali pártok által megrendezett előválasztás második fordulója során megtartott egyik vitában Kálmán Olga, Kerpel-Fronius Gábor és Karácsony Gergely is kijelentették, hogy támogatnák azt, hogy a cigánygyilkosságok áldozatainak emlékművet állítsanak Budapesten.

## Perújítás, a nyomozás újraindítása
Kiss Árpád már 2018 végén is próbálkozott perújítási kérelemmel, amely a Tiszalöki esettel összefüggésben az elkövetői alakzat téves megállapítása miatt tettesi helyett bűnsegédi magatartás megállapítására, ennek folytán a kiszabott büntetés lényeges enyhítésére irányult. Ezt a Fővárosi Ítélőtábla 2019. március 28-án kelt végzésében elutasította. A perújítási kérelemben Kiss Árpád arról beszélt, Kóka Jenő meggyilkolása során nem ő kezelte a fegyvert, hanem testvére, Kiss István húzta meg a ravaszt, éppen ezért ő maga csak bűnsegédként vett részt a cselekményben. A perújítási indítványban hiányolta, hogy a helyszínelők nem rögzítették öccse talplenyomatát, valamint azt állította, hogy a 2008. június 2-i, a debreceni menekülttábor elleni támadást sem ő, hanem Pető Zsolt hajtotta végre, hiszen ebben az időpontban ő munkahelyén dolgozott, amit munkavégzési napló és egy tanú is tanúsít. Új bizonyítékként felvetette öccse beismerő vallomását, ám az ítélőtábla indoklása szerint az új bizonyítéknak alkalmasnak kell lennie az ítéletben megállapított tényektől eltérő új tény megállapítására, mely önmagában valószínűsíti a terhelt felmentését vagy lényegesen enyhébb szankció alkalmazását. Az eljárási pozíciók pedig nem halmozhatók, az ügyben terheltként szereplő személy nem hallgatható meg tanúként. Mindezekre figyelemmel a Fővárosi Ítélőtábla Kiss Árpád perújítási kérelmét elutasította.

2020. március elején számolt be először a sajtó arról, hogy Kiss Árpád Sándor, az egykori elsőrendű vádlott újabb perújítást kezdeményez a romagyilkosságok ügyében. Álláspontja szerint a korábbi eljárás során nem derítették fel megfelelően a szocialista kormányzat, illetve a titkosszolgálatok szerepét a történtekben. Kiss Árpád elsősorban azt sérelmezi, hogy az eseményeket kiváltó okok (társadalmi feszültség a cigányok és a magyarok között, a cigánybűnözés nyílt megjelenítése a médiában) mind a szocialista kormány titkosszolgálati tevékenységének volt köszönhető. Kiss Árpád szerint a Magyar Gárdában, valamint a Hatvannégy Vármegye Ifjúsági Mozgalomban (HVIM) is voltak olyan beépített hangadó emberek, akik fegyverek beszerzésére, valamint a cigányok kiirtására buzdítottak a cigánygyilkosságokat megelőző időszakban. Ezt a tényt később a HVIM közleményében megerősítette. Kiss Árpád szerint az etnikai konfliktust titkosszolgálati hátterű személyek robbantották ki 2008-ban Galgagyörkön, amelynek hatására "rendcsinálásba" kezdtek.
„A fajvédő propaganda a Jobbik politikai terméke. Aki előállította és terjesztette, azt büntetőjogi felelősség terheli. A problémás kistelepülések a gyűlöletbeszéd és a Magyar Gárda felvonulások által lettek célponttá.”
Kiss Árpád elmondása szerint az sem véletlen, hogy a gyilkosságokhoz vezető első támadás szintén Galgagyörkön történt.
„A tipp és az anyagi eszközök a Jobbikkal kapcsolatban álló, ultra radikális körtől származtak. Ez a szponzoráció akkor sem hátrált meg, amikor 2008. november 2-án éjjel Nagycsécs településen Pető Zsolt elítélt kivégzett egy családot. Legkésőbb már ekkor az elfogáshoz szükséges összes információ már rendelkezésre állt, a szokásos kriminalisztikai adatokat a rendőrség összegyűjtötte, de az ismert, erőszakra hajlamos neonácik aktáit a Laborc Sándor, később Ficsor Ádám irányítása alá rendelt Nemzetbiztonsági Hivatal (NBH) visszatartotta.”
Kiss Árpád azt is szeretné tisztázni, hogy miért éppen a gyilkosságsorozat előtt állították le az öccse, Kiss István titkosszolgálati megfigyelését annak ellenére, hogy a Nemzetbiztonsági Hivatalnak információi voltak arra nézve, hogy fegyverek beszerzését tervezi. Kiss Istvánon kívül több más radikális személy megfigyelését szüntette meg/enyhítette abban az időben a Nemzetbiztonsági Hivatal. Kiss Árpád szerint ez az általános jelenség, hogy a szélsőségesek megfigyelését kormányzati utasításra hagyták abba, összefüggésbe hozható azzal, hogy a Gyurcsány-kormány az ország rossz gazdasági helyzetéről, a kormányellenes közhangulatról, valamint a közelgő választási vereségről egy polgárháborús helyzettel szerette volna elterelni az emberek figyelmét, amelyben a szélsőjobboldali magyarok és a cigányok harcolnak egymással, és amelynek a baloldali kormány rendcsinálása vet véget. Kiss Árpád szerint elfogásukra csak is azért került sor, mert politikailag tarthatatlanná vált a véget nem érő erőszak, ami a közelgő választások előtt ráirányította a lakosság figyelmét a leromlott közbiztonságra, illetve a Belügyminisztérium tehetetlenkedésére, a sikeres elfogással az MSZP választási vereségeit szerették volna minimalizálni.
Kiss Árpád az egykori negyedrendű vádlott, Csontos István valódi szerepét, valamint a mögötte álló személyeket is vizsgáltatná. Csontos István korábban katonaként szolgált Koszovóban, majd a Katonai Biztonsági Hivatal beszervezte, a gyilkosságsorozat ideje alatt folyamatosan kapcsolatban állt a tartótisztjével, az utolsó, kislétai támadás előtt személyesen is találkoztak, ahol Csontos a 100 millió forintos nyomravezetői díj felvételére is célozgatni próbált tartótisztjének. Az a mai napig nem derült ki, hogy pontosan miről beszéltek, valamint az sem, hogy Csontos István tartótisztje, Hódos Ernő beszámolt-e felettesének a találkozóról, és ha igen, miről tájékoztatta. Kiss Árpád annak is utánajárna, hogy a 2009. augusztus 21-én történt elfogásukkor miért engedték el Csontos Istvánt a helyszínről, és miért csak órákkal később vették őt őrizetbe. (Csontos István szerint a rendőrök később elismerték a kihallgatásán, hogy itt csupán egy egyszerű hibáról volt szó).
2020 májusában a Nemzeti Nyomozó Iroda megerősítette, hogy ismeretlen tettes után folytat nyílt nyomozást, amelyben az esetleges felbujtókat, finanszírozókat és tettestársakat keresik. A nyomozás újraindítása feltehetőleg összefüggésben áll azzal, hogy Kiss Árpád több információval segíthette a hatóságokat, bár arról nincs információ, hogy konkrét személyek a képbe kerülhettek-e Kiss Árpád vallomásai által.
A nyomozás végül eredménytelenül zárult, a Nemzeti Nyomozó Iroda 2021. év elején megszüntette a nyomozást, mivel kétséget kizáróan senkiről sem vált igazolhatóvá a gyilkosságsorozatra való felbujtás.